# إليزابيث كلوز
إليزابيث «ليسل» كلوز (بالإنجليزية: Elizabeth "Lisl" Close) (من مواليد 4 يونيو 1912 في فيينا - تُوفيت في 29 نوفمبر / تشرين الثاني 2011 في منيابولس) وهي أول امرأة مرخصة لممارسة الهندسة المعمارية في ولاية مينيسوتا. وخلال شراكتها الطويلة مع زوجها، وينستون «وين» كلوز (1906-1997)، صممت العديد من المباني العامة والمنازل الخاصة أثناء إدارة الشركة العائلية لفترات طويلة.

## حياتها
ولدت إليزابيث كلوز في عام 1912 في فيينا بالنمسا، إلى جوستاف شيو وهيلين شيو ريش، وترعرعت في منزل صممه أدولف لوس في عام 1913، وهو ممارس للهندسة المعمارية الحديثة. كان الفنانون ضيوفًا متكررين في المنزل، بما في ذلك عزرا باوند وجون جونثر. أصبحت إليزابيث مهتمة بالهندسة المعمارية، حيث تخرجت في "Technische Hochschule" في فيينا. غادرت النمسا في أغسطس 1932 (ربما لأن لديها أم يهودية) - قبل وصول النازيين -على متن السفينة الأمريكية SS من لندن، ووصلت إلى نيويورك في 29 أغسطس 1932. أكملت تعليمها في بوسطن وحصلت على الماجستير في العمارة في معهد ماساتشوستس للتكنولوجيا في عام 1935.

## عملها وزواجها
التقت إليزابيث مع زوجها المستقبلي "وينستون كلوز" بينما كانت تدرس في بوسطن والذي كان أيضاً طالباً في الدراسات العليا. لم يكن من السهل على المرأة أن تدخل مهنة الهندسة المعمارية في ذلك الوقت؛ بعد رفضها من قبل شركتين، قبلت التعيين من قبل الشركة الثالثة وبدأت العمل في فيلادلفيا، عملت تحت إشراف المهندس المعماري أوسكار ستونوروف. وفي عام 1936، انضمت إلى الشركة في مينيابوليس حيث كان يعمل ونستون، ماغنيس وتوسلر. أسسوا شركتهم الخاصة "Close & Scheu"- للهندسة المعمارية". وفي عام 1938 بنوا سوياً منازل مسقوفة ومبسطة.
تزوج وينستون وإليزابيث كلوز في عام 1938، وفي ذلك الوقت كانت حالتها المهنية غير عادية لدرجة أن الصحيفة المحلية نشرت مقالا بعنوان «المهندسة المعمارية إليزابيث». حافظت إليزابيث على اسمها قبل أن تصبح حاملاً في عام 1940، لتبني اسم زوجها. كانت إليزابيث تدير الشركة العائلية بينما كان زوجها بعيدا أثناء الحرب العالمية الثانية ومن 1950-1971 كانت إليزابيث مهندسة رئيسة لجامعة منيسوتا. قالت المؤرخة المعمارية جين كينغ هييس عن كلوز: «ألهمت كلوز العديد من النساء في مجال الهندسة، بما في ذلك أنا، لكنها لم تكن تريد أن تُعرف كمهندسة معمارية.» كانت معروفة في تصاميم المباني التي تحتوي على أسطح مستوية أو خشب أحمر غير مصقول أو شجر جانبي ونوافذ كبيرة.
في عام 2002، حصلت «كلوز» على الميدالية الذهبية في مينيسوتا، وهي جائزة الإنجاز المعمول بها من قبل الجمعية الأمريكية للمعماريين (AIA)؛ وهذا هو أعلى شرف يقدمه الفرع المحلي للفرد.

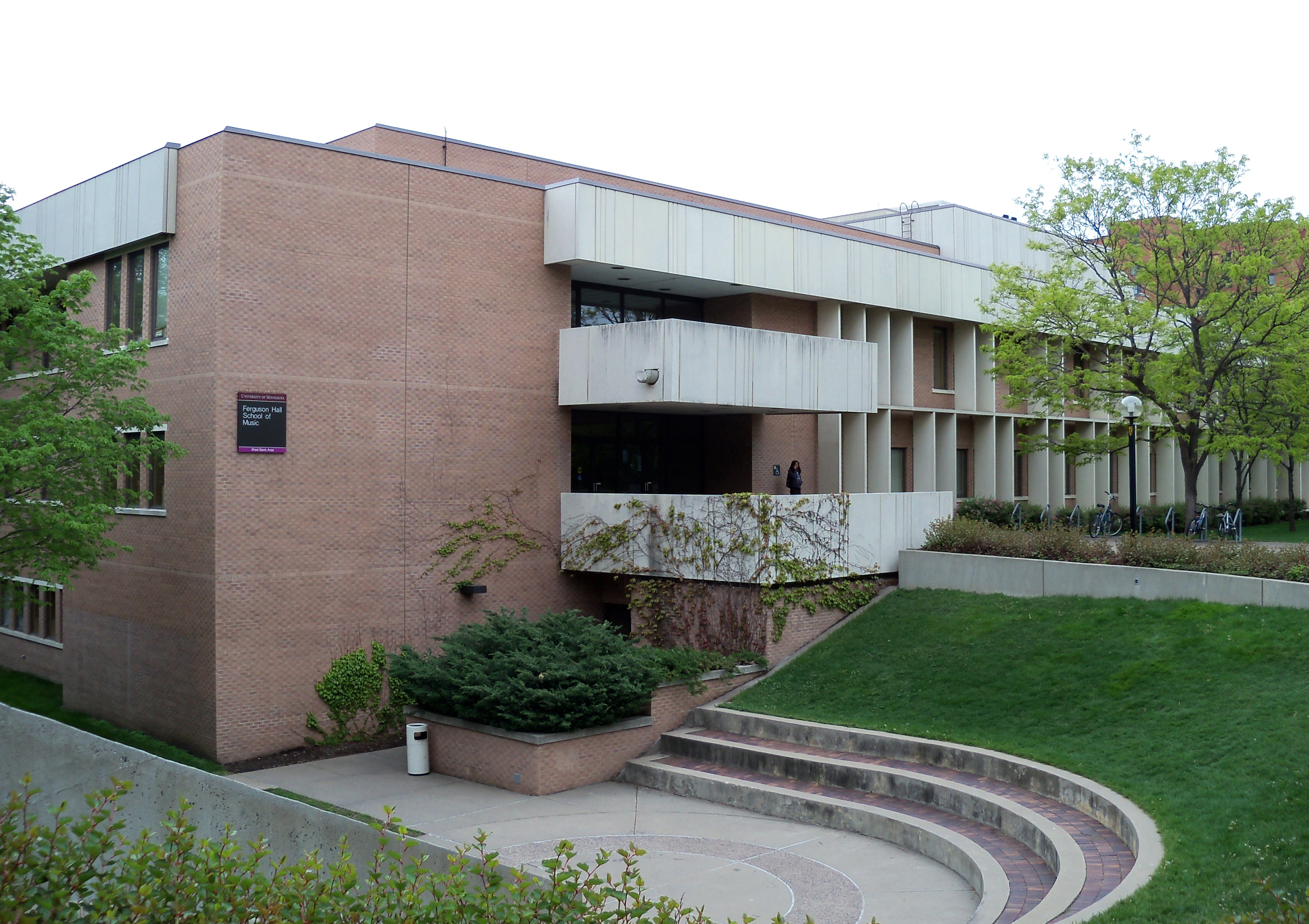
فيرغسون هول ، في حرم جامعة مينيسوتا في الضفة الغربية ، صممها إليزابيث وونستون كلوز

## وفاتها
توفيت إليزابيث كلوز في 29 نوفمبر 2011 في مينيابوليس، مينيسوتا. كانت مثالا يحتذى لجيل من النساء الراغبات في ممارسة الهندسة المعمارية في مهنة يُسيطر عليها الذكور.

## من أعمالها
- فيرغسون هول، مبنى الموسيقى في حرم جامعة منيسوتا في الضفة الغربية.[5]
- المعهد البيولوجي للمياه العذبة الرمادية، على بحيرة مينيتونكا.[5]
- 1848 رود هاوس، صُمم للنحات جون رود في حي كينوود في مينيابوليس.[5]
- منزل داف في ويزاتا[5]
- أربعة عشر منزلا في حي جامعة غروف بالقرب من جامعة منيسوتا.[6]

## وصلات خارجية
- Close Associates website
- The Residential Architecture of Winston and Elizabeth Close